# Dermophis mexicanus
Espèce
Synonymes
- Siphonops mexicanus Duméril & Bibron, 1841
- Amphisbaena versatilis Gray, 1850
- Gymnophis clarkii Barbour, 1926
- Dermophis eburatus Taylor, 1968
- Dermophis septentrionalis Taylor, 1968

Statut de conservation UICN

 LC  : Préoccupation mineure
Dermophis mexicanus est une espèce de gymnophiones de la famille des Dermophiidae.

## Répartition
Cette espèce se rencontre jusqu'à 1 200 m d'altitude :
- Au Mexique au Veracruz, en Oaxaca, au Tabasco et au Chiapas ;
- au Salvador ;
- dans le Sud et l'Est du Guatemala ;
- dans le Nord-Ouest et le Sud du Honduras ;
- dans l'ouest du Nicaragua.

Sa présence est incertaine au Belize.

## Publication originale
- Duméril & Bibron, 1841 : Erpétologie générale ou Histoire naturelle complète des reptiles, vol. 8, p. 1-792 (texte intégral).